# Chiusanico
Chiusànico (Ciusanego in ligure) è un comune italiano di 601 abitanti della provincia di Imperia in Liguria.

## Geografia fisica
Il territorio chiusanichese è situato lungo il versante sinistro della valle del torrente Impero. Tra le vette del territorio il monte Torre o Pizzo d'Evigno (989 m), il Pizzo Montin (952 m), il monte Caro (842 m) e il passo di San Giacomo (769 m).
Il borgo capoluogo di Chiusanico è diviso nei tre nuclei storici di Castello (U Caštéllu), (la borgata più antica, che fu già sede della medievale Castellania di Montarosio), che si trova più a monte su un poggio, in posizione panoramica lungo il crinale del monte Scorticabecco (Muntìn) la parte centrale detta Villa (A Villa), a 387 m s.l.m.., dove si trovano la chiesa parrocchiale ed il palazzo comunale, e il nucleo di Gerini (I Geìn, o I Ge(r)ìn), nella zona più a valle del borgo: toponimo di borgata coincidente con un cognome del luogo, per cui l'omonimia lascia almeno supporre un legame in proposito.

## Storia

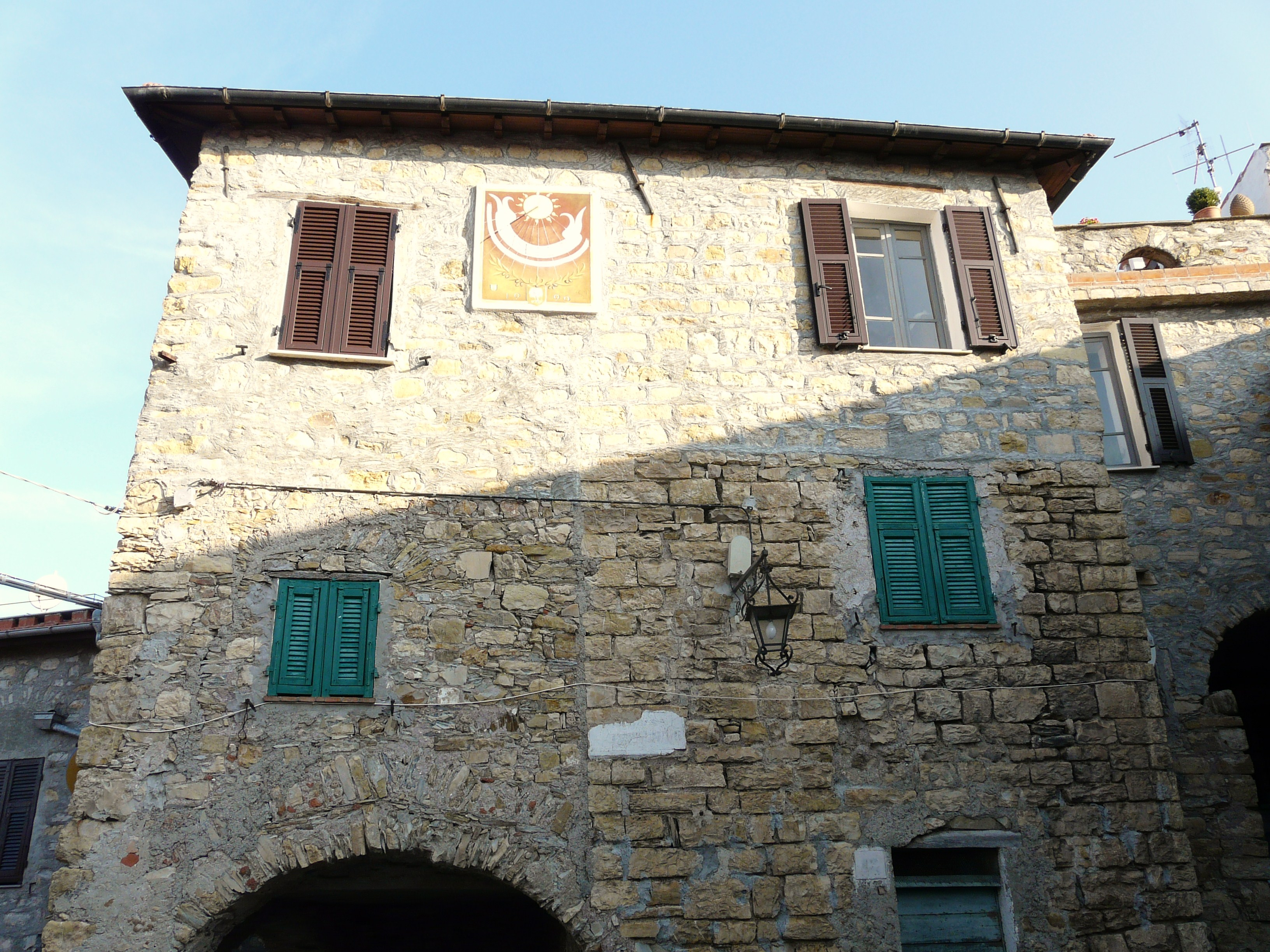
Casa del centro storico della borgata di Castello

L'attestazione più antica del toponimo di Chiusanico risalirebbe al 1298 nella forma latina di Villa Plausaneghi che tramutò poi nelle successive forme di Plozanechi (1473) e Plausanici (1594).
Sulle origini storiche del territorio chiusanichese, in mancanza di testimonianze certe e documentabili, sono state avanzate dagli storici diverse ipotesi. La prima farebbe riferimento alla fondazione del primo borgo di Plautianicum ad opera di una famiglia di origine romana, i Plautia, nei pressi dell'odierno nucleo attorno alla chiesa di San Lorenzo.
In epoca medievale i territori di Chiusanico, Gazzelli e Torria rientrarono nella Marca Aleramica, successivamente nei possedimenti feudali dei marchesi di Clavesana e quindi tra le aree assoggettate alla diocesi di Albenga. Fu proprio durante la dominazione vescovile che i borghi di Chiusanico, Torria, Cesio, Chiusavecchia, Testico, località minori della val Merula e l'entroterra di Andora fecero parte della Castellania di Monte Arosio (successivamente Montarosio), avente la borgata chiusanichese di Castello quale sede principale.
Con atto stipulato il 30 gennaio 1298, presso la chiesa di Santa Maria in Fontibus ad Albenga, il vescovo ingauno Nicolò Vaschino cedette i propri diritti feudali su Chiusanico e la valle di Oneglia ai fratelli Nicolò e Federico Doria per la somma di 10.000 lire genovesi.

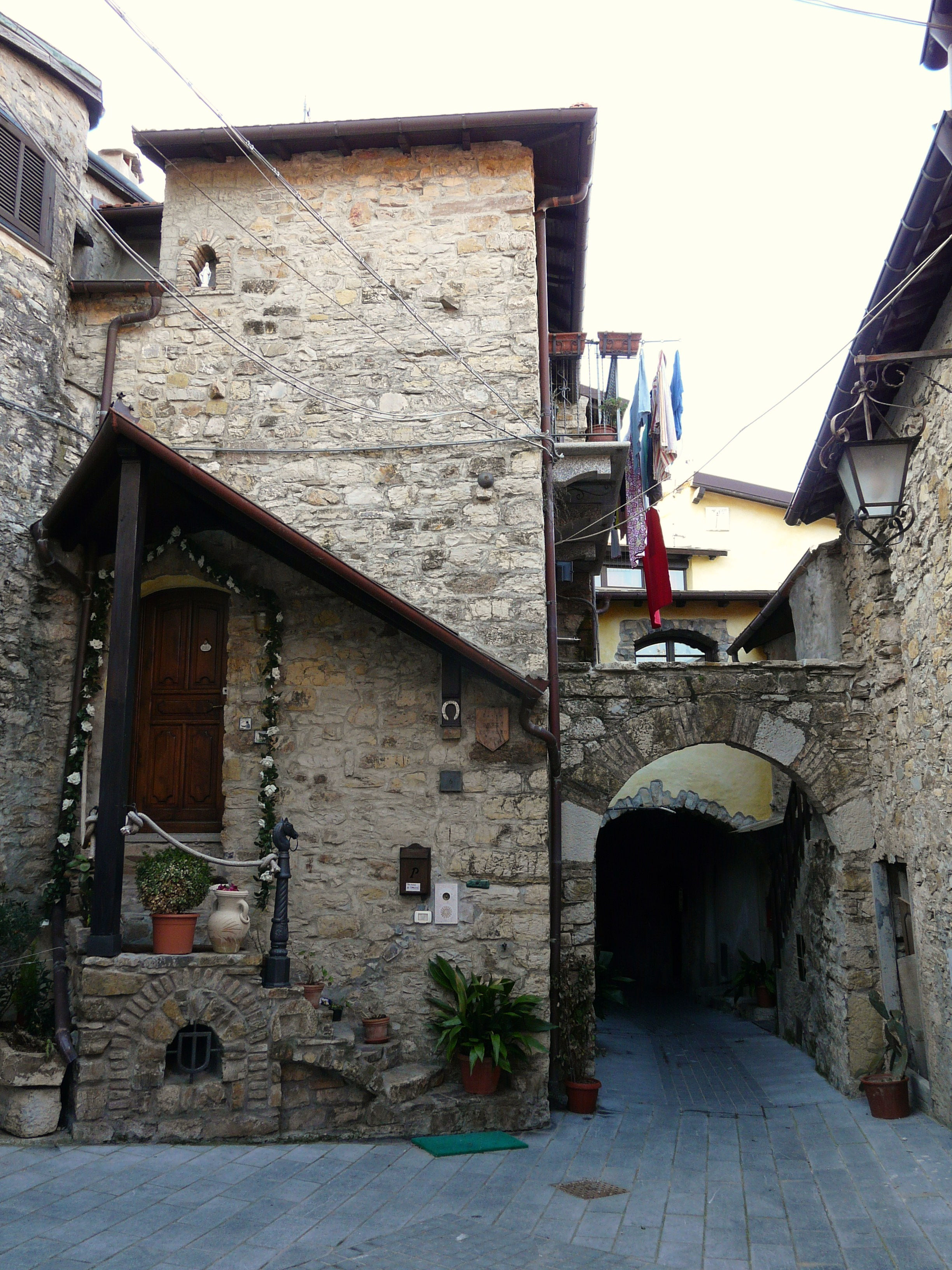
Scorcio della borgata di Castello

La proprietà dei tre feudi fu quindi assoggettata alla famiglia Doria per oltre due secoli, con l'eccezione della borgata di Torria che agli inizi del XVI secolo divenne proprietà dei conti Lascaris di Ventimiglia che inserirono questa parte del territorio chiusanichese nei possedimenti della valle del Maro. Nel corso del 1576 l'intera proprietà venne venduta al duca Emanuele Filiberto I di Savoia che inserì questa parte del territorio (infeudato alla famiglia Gandolfi) nel Principato di Oneglia correlato al Ducato di Savoia. Tale affiliazione allo Stato sabaudo (ora Regno di Sardegna) perdurò sino all'inizio dell'Ottocento quando, con gli eventi napoleonici, le costituite municipalità di Chiusanico, Gazzelli e Torria confluirono tra il 1801 e il 1803 nella Repubblica Ligure andando a costituire il VII cantone degli Ulivi nella Giurisdizione degli Ulivi. Nel 1804 alla municipalità di Torria fu unita la soppressa municipalità di Cesio.
Annessi al Primo Impero francese, dal 13 giugno 1805 al 1814 i territori furono inseriti nel Dipartimento di Montenotte sotto l'arrondissement di Porto Maurizio. Nuovamente inglobati nel Regno di Sardegna dal 1815, così come stabilito dal Congresso di Vienna del 1814, e con Cesio nuovamente comune autonomo da Torria, confluirono nel Regno d'Italia dal 1861. Dal 1859 al 1927 i tre comuni furono divisi in due diversi mandamenti: Torria nel I mandamento di Borgomaro; Chiusanico e Gazzelli nel IV mandamento di Oneglia, entrambi del circondario di Porto Maurizio facente parte della provincia di Porto Maurizio e, con la sua costituzione, della successiva provincia di Imperia.
Gli ultimi aggiustamenti territoriali del comune di Chiusanico risalgono al 1928 quando gli furono annessi gli ex comuni di Gazzelli e Torria che diventarono frazioni comunali.
Dal 1973 al 31 dicembre 2008 ha fatto parte della Comunità montana dell'Olivo e, con le nuove disposizioni della Legge Regionale nº 24 del 4 luglio 2008, fino al 2011 della Comunità montana dell'Olivo e Alta Valle Arroscia. Dal 2014 al 2019 ha fatto parte dell'Unione dei comuni della Val Merula e di Montarosio.

### Simboli
Stemma
Gonfalone
Bandiera

Lo stemma e il gonfalone sono stati concessi con decreto del presidente della Repubblica del 4 dicembre 1954.

## Monumenti e luoghi d'interesse

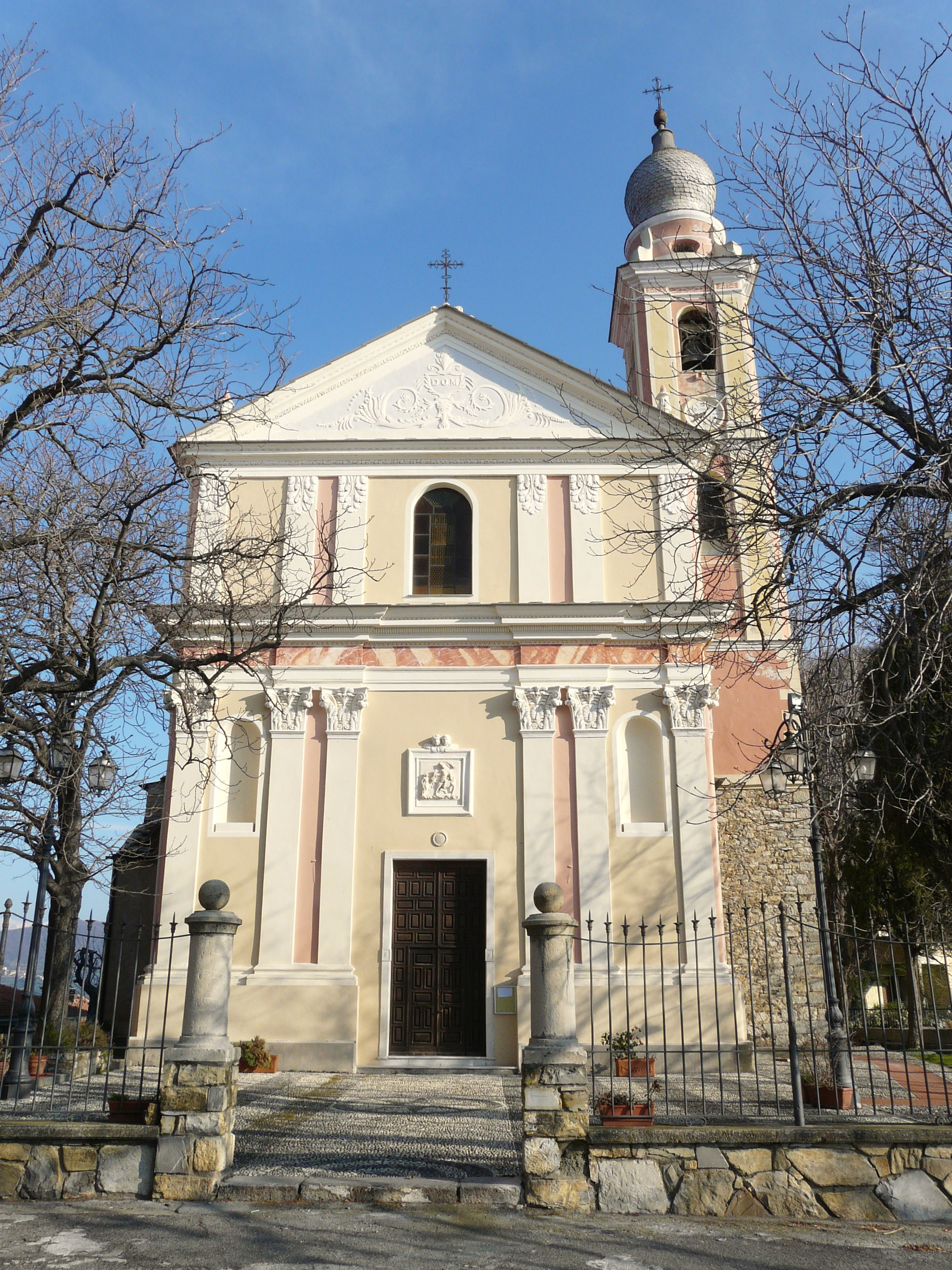
La chiesa parrocchiale di San Martino presso Torria

### Architetture religiose
- Chiesa parrocchiale di Santo Stefano nel capoluogo. L'attuale ricostruzione risale all'Ottocento[5]; i lavori terminarono nel 1840[5], richiamanti lo stile tardo neoclassico su progetto di Gaetano Cantoni[5]. All'interno sono conservati pregiati dipinti di origine spagnola, un trittico di Giulio De Rossi[5] e marmi policromi del XVII e XVIII secolo[5].
- Chiesa di San Lorenzo, eretta come pievania in epoca altomedievale, era l'antica matrice dell'intero comprensorio e prepositura della diocesi di Albenga, quindi prima parrocchiale di Chiusanico. Posta negli uliveti vicino alla località di Castello primo borgo nel Medioevo e costruita ad unica navata.
- Chiesa parrocchiale di Sant'Andrea nella frazione di Gazzelli. Conserva un dipinto raffigurante Sant'Elisabetta che visita la Vergine, quest'ultima inizialmente attribuita al pittore Federico Fiori il Barocci, poi agli artisti Domenico Piola o Pellegro Piola e, più recentemente, al maestro Bartolomeo Biscaino[5].
- Oratorio della Santa Croce o dei Disciplinanti, già sede dell'omonima confraternita, nella frazione di Gazzelli nelle adiacenze della parrocchiale. La struttura, completamente ristrutturata tra il 1640 e il 1641, è caratterizzata in facciata da un portale in ardesia e dal bassorilievo della Madonna della Pietà o dell'Addolorata.
- Oratorio della Madonna della Misericordia nella frazione di Gazzelli. Il portico fu costruito nel 1621 a spese del cittadino locale Pietro Agnese che ne ottenne il diritto di patronato per la sua famiglia. Al suo interno una statua databile al 1686 raffigurante la Madonna della Misericordia venerata nell'omonimo santuario di Savona.
- Oratorio di San Sebastiano nella frazione di Gazzelli, costruito nella seconda metà del XVI secolo.
- Cappella di San Bernardo nella frazione di Gazzelli, lungo la strada per il Pizzo d'Evigno.
- Cappella di San Nicolao nella frazione di Gazzelli, edificata nel XII secolo (tra i luoghi di culto più antichi della zona) e rivista nel Seicento.
- Santuario della Madonna della Visitazione o della Madonna degli Angeli, del XVII secolo, nella frazione di Gazzelli.
- Chiesa parrocchiale di San Martino nella frazione di Torria. Il portale dell'edificio è risalente al 1472 e di pregio il bassorilievo datato 10 marzo 1477.
- Santuario della Madonna della Neve nella frazione di Torria.
- Oratorio dei Disciplinanti della Santissima Annunziata nella frazione di Torria.

## Società

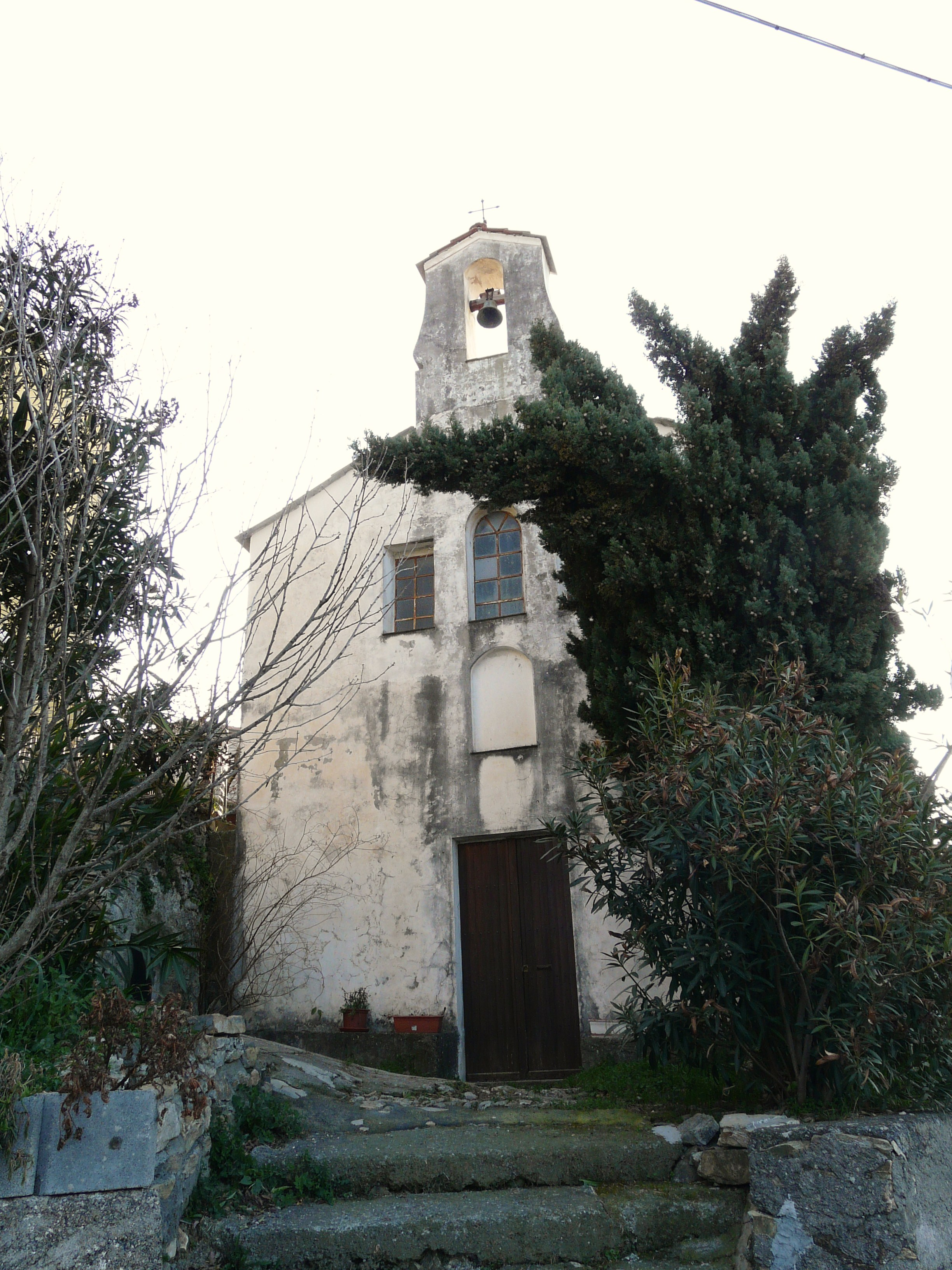
L'oratorio di San Lorenzo nella borgata di Castello

### Evoluzione demografica
Abitanti censiti

### Etnie e minoranze straniere
Secondo i dati Istat al 31 dicembre 2019, i cittadini stranieri residenti a Chiusanico sono 69.

## Geografia antropica

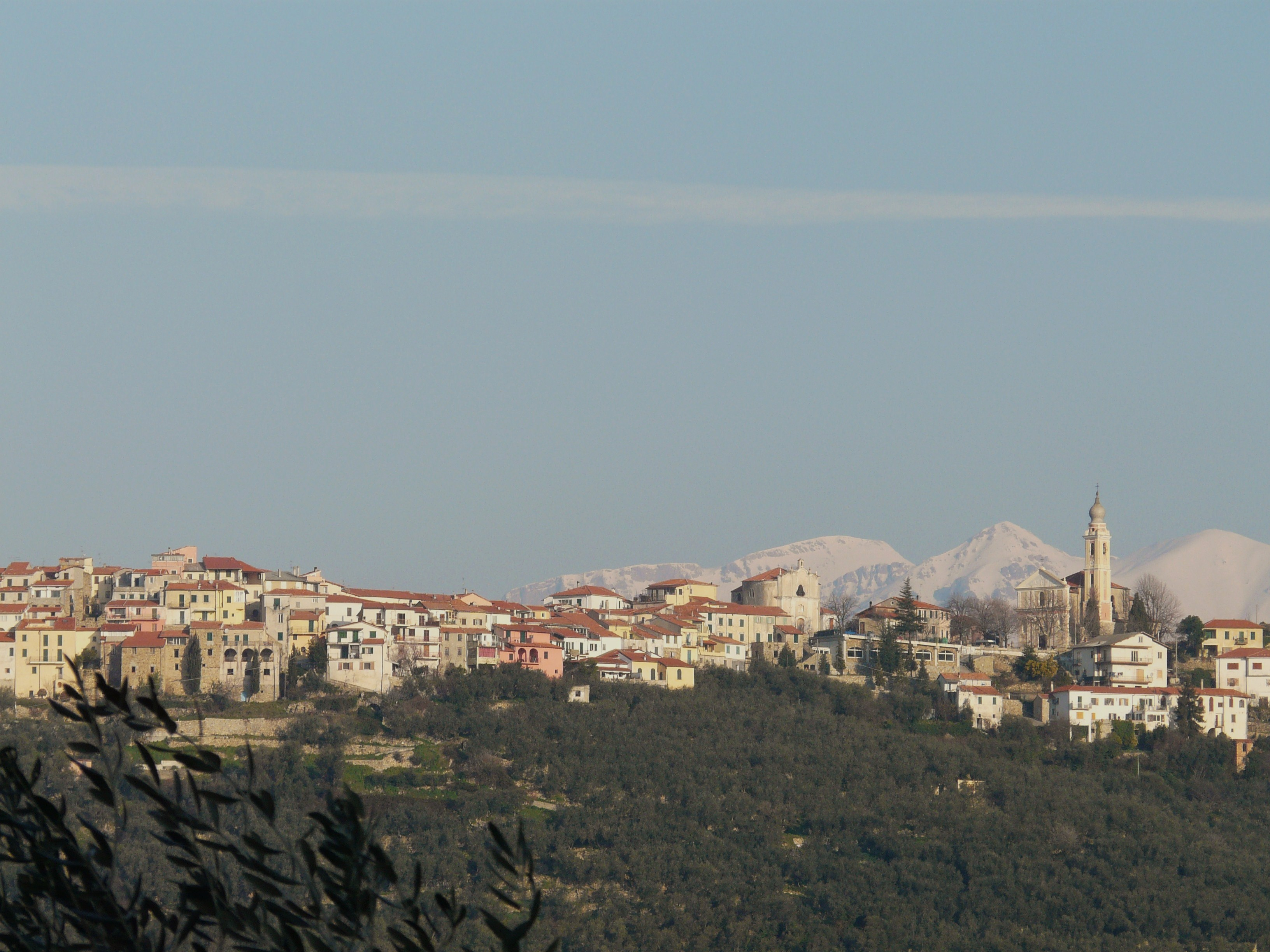
Panorama della frazione di Torria

Il territorio comunale è costituito, oltre il capoluogo, dalle due frazioni di Gazzelli (Gažéi o Gažžélli), a 268 m. s.l.m., Torria (Tûria), a 437 m s.l.m., dalle due borgate di Zebbi (I Žébbi) e Garzi (I Gârsci), lungo la strada statale 28 del Colle di Nava, nonché dalle case lungo la strada provinciale 24, prima del ponte sul rio Trexenda di San Lazzaro Reale, e dalla località 5 F., (E Çinche Èffe), lungo la strada provinciale 95, che porta al Colle San Bartolomeo di Cesio, per un totale di 13,51 km².
Confina a nord con il comune di Cesio, a sud con Pontedassio, ad ovest con Caravonica, Borgomaro, Lucinasco e Chiusavecchia, e ad est con Testico (SV), Stellanello (SV) e Diano Arentino.

## Economia
La principale risorsa economica del comune è l'attività agricola, specie l'olivicoltura nelle colline circostanti il paese. Nel fondovalle, invece, si è sviluppato negli ultimi anni una notevole attività industriale e legata al commercio. Tra le realtà economiche l'azienda produttrice di caramelle e gomme da masticare Fassi che, fondata nel 1936 a Torino e trasferitasi nel 1943 a Vallecrosia, ha trovato sede nel nuovo stabilimento di Chiusanico dal 2011.

## Infrastrutture e trasporti

### Strade
Il territorio comunale di Chiusanico è attraversato dalla strada provinciale 29 che gli consente il collegamento stradale con Cesio a nord, innestandosi con la provinciale 95, e Chiusavecchia a sud immettendosi nella principale arteria della statale 28 del Colle di Nava.

## Amministrazione
| Periodo        | Periodo        | Primo cittadino | Partito                                   | Carica  | Note |
| -------------- | -------------- | --------------- | ----------------------------------------- | ------- | ---- |
| 30 luglio 1985 | 8 giugno 1990  | Giampaolo Piana | Democrazia Cristiana                      | Sindaco |      |
| 8 giugno 1990  | 24 aprile 1995 | Giovanni Agnese | Democrazia Cristiana                      | Sindaco |      |
| 24 aprile 1995 | 14 giugno 1999 | Giovanni Agnese | lista civica                              | Sindaco |      |
| 14 giugno 1999 | 14 giugno 2004 | Giovanni Agnese | lista civica                              | Sindaco |      |
| 14 giugno 2004 | 8 giugno 2009  | Flavio Agnese   | lista civica                              | Sindaco |      |
| 8 giugno 2009  | 26 maggio 2014 | Nicla Tallone   | La vostra voce (lista civica)             | Sindaco |      |
| 26 maggio 2014 | 26 maggio 2019 | Nicla Tallone   | Torria Chiusanico Gazzelli (lista civica) | Sindaco |      |
| 27 maggio 2019 | 10 giugno 2024 | Giovanni Agnese | Chiusanico in Valle Impero (lista civica) | Sindaco |      |
| 10 giugno 2024 | in carica      | Giovanni Agnese | Identità e progresso (lista civica)       | Sindaco |      |

### Gemellaggi
Chiusanico è gemellata con:
- Vilobí del Penedès, dal 2003